# Puerto Rico Football Club
Puerto Rico Football Club, mais conhecida como Puerto Rico FC, foi um clube da cidade de Bayamón, Porto Rico. Disputava a North American Soccer League, que é equivalente a segunda divisão nos Estados Unidos. A tradição nos esportes nos Estados Unidos abre espaço para que equipes fora do país disputem a competição, principalmente do Canadá e de Porto Rico, e por essa razão o Puerto Rico FC disputa a NASL e não o Campeonato Porto-riquenho de Futebol

## História
O clube pertence ao jogador de basquete da National Basketball Association (NBA) Carmelo Anthony. Em 14 de agosto de 2015 Adrian Whitbread foi anunciado como o primeiro técnico da história do time. A equipe estreiou na NASL em 2016.